# Raïon d'Oblivskaïa
Le raïon d’Oblivskaïa (en russe : Обли́вский райо́н, Oblivski raïon) est une subdivision de l'oblast de Rostov, en Russie. Son centre administratif est Oblivskaïa.

## Géographie
Le raïon d’Oblivskaïa couvre 2 013,5 km2 et est situé dans le nord-est de l’oblast de Rostov, à 360 km de Rostov-sur-le-Don.

## Histoire
Le raïon est formé en 1924 et obtient ses frontières actuelles en 1963.

## Population
La population de ce raïon s’élevait à 17 787 habitants en 2016.

## Subdivisions territoriales
Le raïon comprend sept communautés rurales :
- Communauté rurale d’Alexandrovski
- Communauté rurale d’Alexeïevski
- Communauté rurale de Karaïtchev
- Communauté rurale de Kachtanovski
- Communauté rurale de Nesterkine
- Communauté rurale de Oblivskaïa
- Communauté rurale de Solonetski